# Elektropneumatische Schaltung

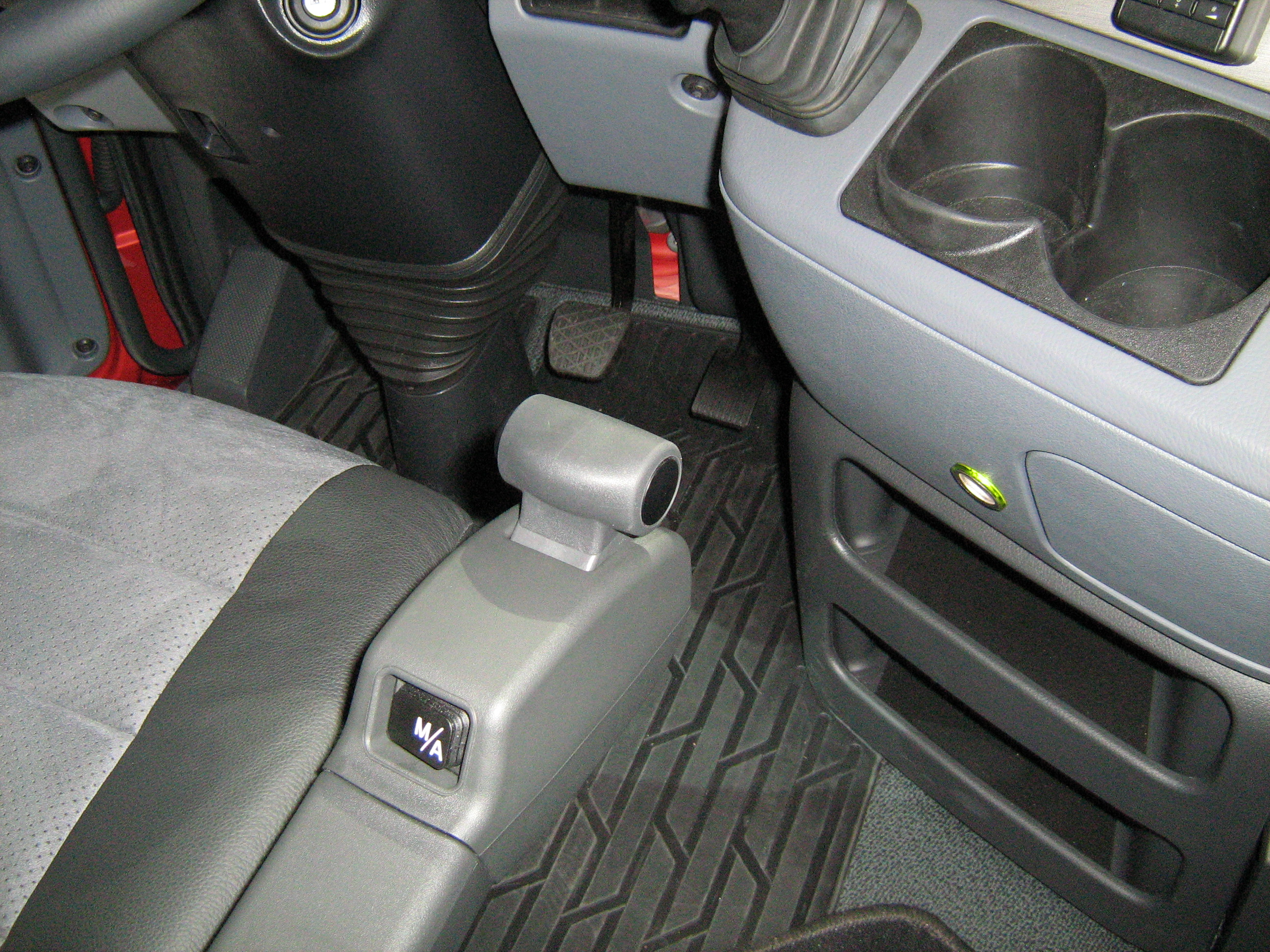
Telligent-Schaltung MB Actros 2008

Eine elektropneumatische Schaltung (EPS) (engl. electronic power shift, ab 1996 Telligent-Schaltung) ist eine halbautomatische Getriebesteuerung von Kraftfahrzeugen der Marke Mercedes-Benz, welche den Schaltwunsch des Fahrers mit der Hilfe eines pneumatischen Stellers im Getriebe optimierend umsetzt. Sie wird fast ausschließlich bei schweren Nutzfahrzeugen eingesetzt.

## Bestandteile
Eine elektropneumatische Schaltung besteht in der Regel aus folgenden Hauptbestandteilen:
- einem Display in der Armaturentafel, das dem Fahrer den vorgewählten bzw. momentan eingelegten Gang sowie etwaige Störungen anzeigt,
- einem Druckluftspeicher für die Gewährleistung einer schnellen Reaktion des Systems,
- einem elektronischen Steuergerät am Getriebe, das die Signale auf dem Bussystem mit weiteren Informationen verknüpft und einen elektrischen Stellbefehl erzeugt,
- einem elektronischen Steuergerät im Fahrerhaus, das die elektrischen Signale aufnimmt und für die Weiterleitung auf einem Bussystem an die Getriebesteuerung kodiert,
- einem Pneumatik-Zylinder für die Umsetzung des pneumatischen Steuerbefehls in mechanische Bewegung im Getriebe,
- einem Schalthebel, der den Schaltwunsch des Fahrers in elektrische Signale umsetzt,
- einem Steuerventil für die Umsetzung des elektrischen Steuerbefehls in pneumatische Energie,
- einem Verdichter für die Erzeugung der Druckluft.

## Entwicklung und Geschichte
Vorgestellt wurde dieses Schaltsystem im Herbst 1985 auf der 51. IAA in der damaligen NG-Reihe sowie im Fernreisebus O 303, nachdem der schwedische Nutzfahrzeughersteller Scania ein Jahr zuvor als erster europäischer Hersteller eine computergestützte Schaltung unter der Bezeichnung CAG (Abk. f. Computer Aided Gearshift) auf den Markt gebracht hatte. Die EPS wurde in Fernverkehrs-Lkw der höheren Leistungsklasse serienmäßig angeboten. In den anderen Leistungsklassen, Baustellenfahrzeugen sowie in Omnibussen war sie anfangs entweder aufpreispflichtig oder gar nicht erhältlich. Aufbauend auf die zunächst teilautomatisierte EPS folgte 1996 mit Vorstellung der ersten Actros-Reihe die „Telligent“-Schaltung (Kunstwort aus „Telematik“ und „Intelligent“), zunächst als halb-, später als vollautomatische Schaltung.
Neben Mercedes-Benz mit eigener Getriebeproduktion bot ZF als Hersteller u. a. von Lkw-Getrieben z. B. für MAN, gleichzeitig halbautomatische Schalthilfen unter der Bezeichnung AVS (Abk. f. Automatische Vorwählschaltung) an, die über Drucktasten, Schaltknauf oder einen Wippschalter am Lenkrad bedient werden konnten. In der Handhabung sind jedoch alle anfänglichen Systeme weitgehend identisch: der Fahrer gibt über einen Schalter einen Schaltimpuls, welcher von der Elektronik und pneumatischen Stellzylindern umgesetzt wird. Inzwischen ist man dazu übergegangen, dem Fahrer jegliche Schaltarbeit abzunehmen.
Das Kürzel „EPS“ kann mit dem Kürzel des elektronischen Stabilitätsprogrammes ESP verwechselt werden.

## Bedienung

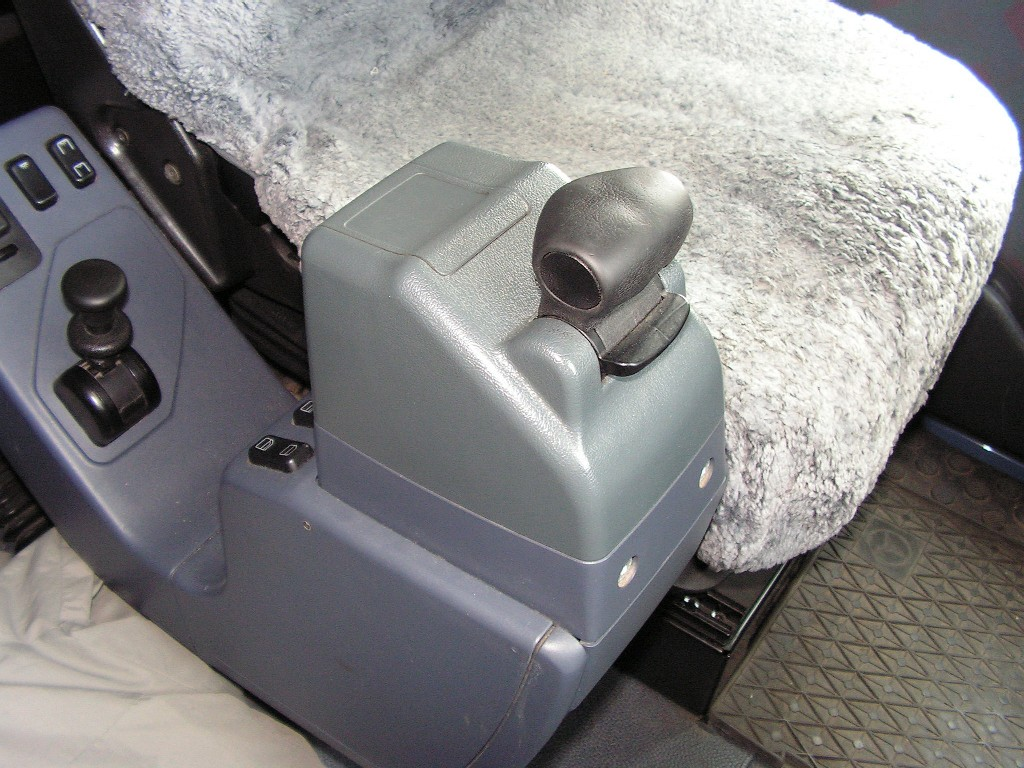
Wählhebel der Telligent-Schaltung in einem Mercedes Actros ab 2002

Bei der EPS- bzw. Telligent-Schaltung wird der Schaltwunsch elektronisch über einen Wählhebel und ein damit verbundenes Bussystem, z. B. CAN-Bus an die Getriebesteuerung übermittelt. Die Steuerung setzt den Schaltwunsch nur um, wenn die Geschwindigkeit des Fahrzeuges in dem Bereich liegt, der dem gewählten Gang zugeordnet ist. Entspricht der gewählte Gang nicht dem akzeptierten Geschwindigkeitsbereich, schaltet das Getriebe ggf. in die Neutralstellung, also in den Leerlauf, und erzeugt ein Rattergeräusch als Warnton. Der Fahrer kann dann einen anderen, passenden Gang wählen. Das Risiko eines Schaltens in einen zu kleinen Gang, das durch eine zu hohe Motordrehzahl Schäden verursachen würde, wird damit ausgeschlossen. Nachteilig kann dies jedoch sein, wenn der Fahrer einen falschen Gang wählt, weil er mehr Kraft braucht und die Elektronik stattdessen in den Leerlauf schaltet und gar keine Kraftübertragung mehr stattfindet.
Anstelle eines konventionellen Schalthebels mit H-förmiger Schaltkulisse steht dem Fahrer ein Joystick-artiger Tippschalter zur Verfügung, der durch Antippen lediglich vor- und zurückbewegt werden kann. Dieser Schalthebel hat zusätzlich eine Neutral- und eine Funktionstaste zum Einlegen des Rückwärtsganges. Der Schaltknauf selbst springt nach jeder Betätigung wieder in seine Ausgangslage zurück. Ein Display im Armaturenbrett zeigt den eingelegten sowie den vorgewählten Gang durch Ziffern an. Halbe Gänge (Split) werden durch Pfeile unterhalb bzw. oberhalb der Zahl dargestellt und mit der Halbgangwippe unterhalb des Knaufes wie gewohnt bedient (Schalter auf/ab).
In der Bedienung gibt es bauartbedingte Unterschiede: bei der Urausführung der EPS wurde der Schaltknauf gleichzeitig mit der Kupplung bedient. Beim Hochschalten eines Ganges wurde der Knauf nach vorn, beim Herunterschalten nach hinten gedrückt und so lange festgehalten, bis der Gangwechsel vollzogen war. Der Schaltknauf gab dann durch ein hörbares Klacken in der Bewegung nach. Bei den späteren Versionen wählte der Fahrer vor Abfahrt durch ein Antippen des Knaufes nach vorn einen Gang zunächst vor, wobei abhängig von Motordrehzahl und Geschwindigkeit maximal ein Gang übersprungen werden konnte. Das Display zeigt den derzeit eingelegten Gang (z. B. „N“ für Neutral) und daneben mit einer kleineren Ziffer den z. B. vorgewählten 2. Gang blinkend. Durch Betätigung der Kupplung wird der Gangwechsel vollzogen und dies dem Fahrer akustisch durch ein Klacken in der Schaltbox signalisiert. Schaltwünsche bei getretener Kupplung wurden früher mit Ausnahme von Leerlauf und Rückwärtsgang von der Elektronik nicht immer akzeptiert, was aber beim Actros mittlerweile nicht mehr der Fall ist. Der Leerlauf wird durch Betätigung eines Drucktasters rechts im Schaltknauf eingelegt, der Rückwärtsgang durch einen Drucktaster links mit gleichzeitigem Zurücktippen des Schaltknaufes. Diese älteren Versionen arbeiten teilautomatisiert. In der vollautomatisierten Version ist kein Kupplungspedal mehr vorgesehen, es ist im Fußraum weggeklappt und kann optional eingesetzt werden. Da die Elektronik sämtliche Schalt- und Kupplungsvorgänge vollständig steuert, können hier unsynchronisierte Klauengetriebe eingesetzt werden, die in ihrer Bauform leichter und kompakter sowie im Betrieb schneller zu schalten sind.
Bei den heutigen Getrieben stehen dem Fahrer zwei Betriebsmodi zur Verfügung: bei Vorwärtsfahrt schaltet das Getriebe die Gänge automatisch, es besteht jedoch jederzeit auch die Möglichkeit des manuellen Eingriffs in den Schaltvorgang. Eine vom Funktionsprinzip her identische Abwandlung der EPS/Telligent-Schaltung ist das Sprintshift-Getriebe für die Mercedes-Benz Sprinter, bei dem es sich ebenfalls um ein automatisiertes Schaltgetriebe handelt.
Die elektropneumatische Schaltung Telligent des Unimog U 500 ermöglicht mit ihren bis zu 24 bidirektionalen Fahrstufen eine Fahrzeuggeschwindigkeit zwischen 0,13 km/h im Kriechgang und 80 km/h als erlaubte Höchstgeschwindigkeit in beiden Richtungen.
Vorteile: Schonung der Antriebskomponenten und Erhöhung der Wirtschaftlichkeit durch optimierte Schaltvorgänge, mechanischer Verschleiß wird minimiert, da die Elektronik sämtliche Bewegungsvorgänge im Getriebe steuert und dem Antrieb schadende Schaltwünsche nicht zulässt. Der Fahrer wird bei automatischem Betrieb entlastet.
Nachteile: Das Prinzip „erst vorwählen, dann kuppeln“ im teilautomatisierten Betrieb älterer oder vereinfachter Getriebe erfordert eine gewisse Einübung vor allem bei Fahrern, die jahre- oder jahrzehntelang mit konventionellen Schaltgetrieben fuhren. Da bei einem normalen Getriebe mit H-Kulisse meist ungerade Gänge vorn und gerade Gänge hinten liegen, kann dies auch zu Fehlbedienungen bei der EPS führen, wenn man in den 4. oder 6. Gang durch Zurückziehen des Hebels hochschalten möchte. Es besteht vor allem die Gefahr, dass:
- man bei Schaltfehlern abgelenkt wird – man muss aufs Display schauen, um einen passenden Gang zu finden, und
- Schaltvorgänge gerade in schwierigen oder hektischen Verkehrssituationen verweigert werden, da der Fahrer situationsbedingt nervös reagiert.

In der Anfangszeit wurden sämtliche Schalthilfen von der Mehrheit der LKW-Fahrer als „nicht männlich“ belächelt, teils sogar abgelehnt. Inzwischen sind diese Systeme jedoch Alltag und werden nun auch in mittleren und unteren Gewichtsklassen angeboten.
Im Juli 1987 kam es im hessischen Herborn zu einem schweren Tanklastwagenunglück aufgrund eines Bremsversagens. Der verunglückte Tanklastzug war mit der seinerzeit noch neuen, ab 1985 produzierten und damals noch sehr störungsanfälligen EPS ausgerüstet. Der Fahrer gab an, er habe auf der achtprozentigen Gefällstrecke in den Ort hinein nicht mehr herunterschalten und so die Bremswirkung des Motors nutzen können, da die EPS das versuchte Zurückschalten im Überdrehzahl-Bereich verweigerte. Primärer Auslöser dieser Katastrophe waren jedoch nach Ansicht des Staatsanwaltes defekte Bremsen und Wartungsmängel am Tankauflieger. Wie das Gericht später feststellte, war das den Beteiligten im Betrieb bzw. beim Unternehmer, Werkstatt und Fahrer auch bekannt, dennoch wurde mit dem Fahrzeug weiter gefahren.